# Palais Weimar (Heidelberg)

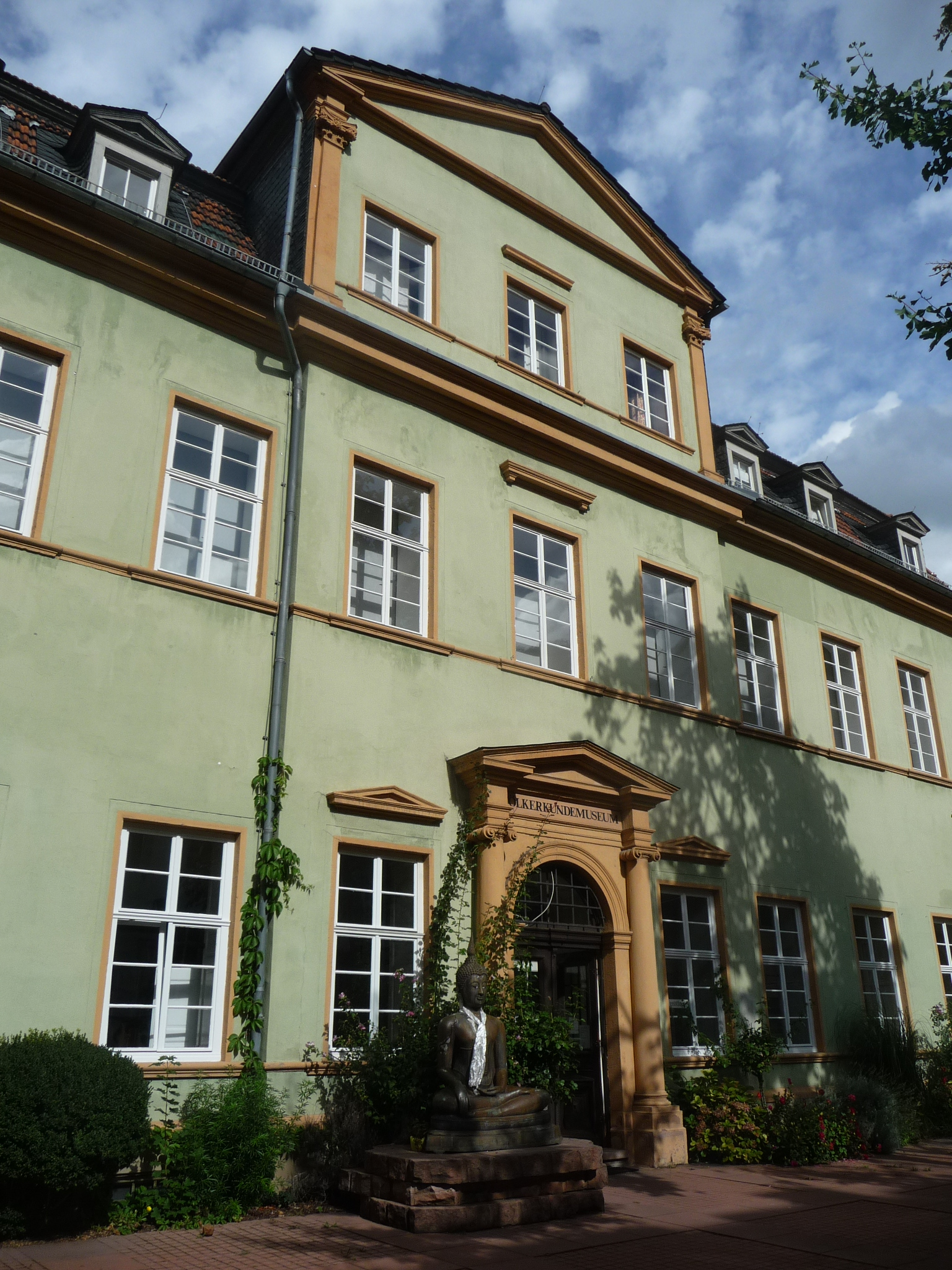
Palais Weimar

Das Heidelberger Palais Weimar (ehemals Palais Freudenberg) ist ein Barockbauwerk und ehemaliges Stadtpalais in Heidelberg. Es befindet sich am östlichen Ende der Hauptstraße (Hauptstraße 235). Benannt ist es nach Prinz Wilhelm Karl von Sachsen-Weimar-Eisenach, von dem es 1921 Victor Mordechai Goldschmidt und die von ihm begründete von Portheim-Stiftung zur Unterbringung der Sammlungen übernahm. Heute beherbergt es das Völkerkundemuseum der Stiftung.
Der Hauptbau mit dem Ehrenhof wird von zwei Seitenflügeln zur Hauptstraße hin flankiert. Zur Neckarseite befindet sich der Garten und eine große Sandsteinterrasse.

## Geschichte
Das Gebäude wurde in den Jahren 1710 bis 1714 von Johann Adam Breunig als Stadtresidenz des Stadtkommandanten General Johann Hermann von Freudenberg-Mariotte erbaut. Nachdem die kurpfälzische Regierung dort zeitweilig eine Kattun- und Zitzfabrik eingerichtet hatte, war das Palais ab 1784 Sitz der aus Kaiserslautern übergesiedelten Hohen Kameral-Schule und Wohnhaus von Georg Adolf Suckow, der dort Chemie, Physik, Biologie und Mathematik lehrte. Die Schule hatte ein für damalige Verhältnisse gut eingerichtetes chemisches Laboratorium, das im westlichen Seitenflügel des Palais untergebracht war.
1818 erwarb der schottische Kaufmann James Mitchell Gebäude und Garten und ließ es klassizistisch umbauen. Sechs Jahre darauf, besucht ihn hier Ludwig Börne. Ab 1885 war das Haus für vier Jahre Wohnsitz der Familie Bernus.
Nach 1900 kam die Dreiflügelanlage in den Besitz des Prinzen von Sachsen-Weimar. Von ihm gelangte das Anwesen 1921 an Victor Mordechai Goldschmidt und wurde Teil der von ihm mitbegründeten Stiftung.
Die Denkmalstiftung Baden-Württemberg ernannte das Gebäude zum Denkmal des Monats Oktober 2017.

## Beschreibung
Die Anlage besteht aus einem zweigeschossigen Hauptbau mit Mansarddach und zwei Flügelbauten, ist an der Hofseite neun Achsen an der Gartenfront elf Achsen lang, besitzt Eckpilaster und hat ein dreigeschossiges Mittelrisalit mit eingeschossigem Zwerchgiebel. Neben dem Säulenädikulaportal sind Seitenfenster mit Giebeln kennzeichnend. Der Bau besitzt Rechteckfenster, einen Balkon und Dachgauben.
Die sechsachsigen Seitenflügel sind jeweils eingeschossig und haben gleichfalls ein Mansarddach. Östlich zur Jakobsgasse schließt die ehemalige Remise an.
Die Anlage wird von zwei Hofeinfahrten mit Gittertoren, einer vergitterten Hofmauer mit parkartigem Garten und zum Neckarufer durch eine Terrasse mit Steinbalustrade über Arkadensubstruktion eingerahmt.

Stadtbild: Palais Weimar von der Neckarseite unterhalb des Heidelberger Schlosses (um 1850)
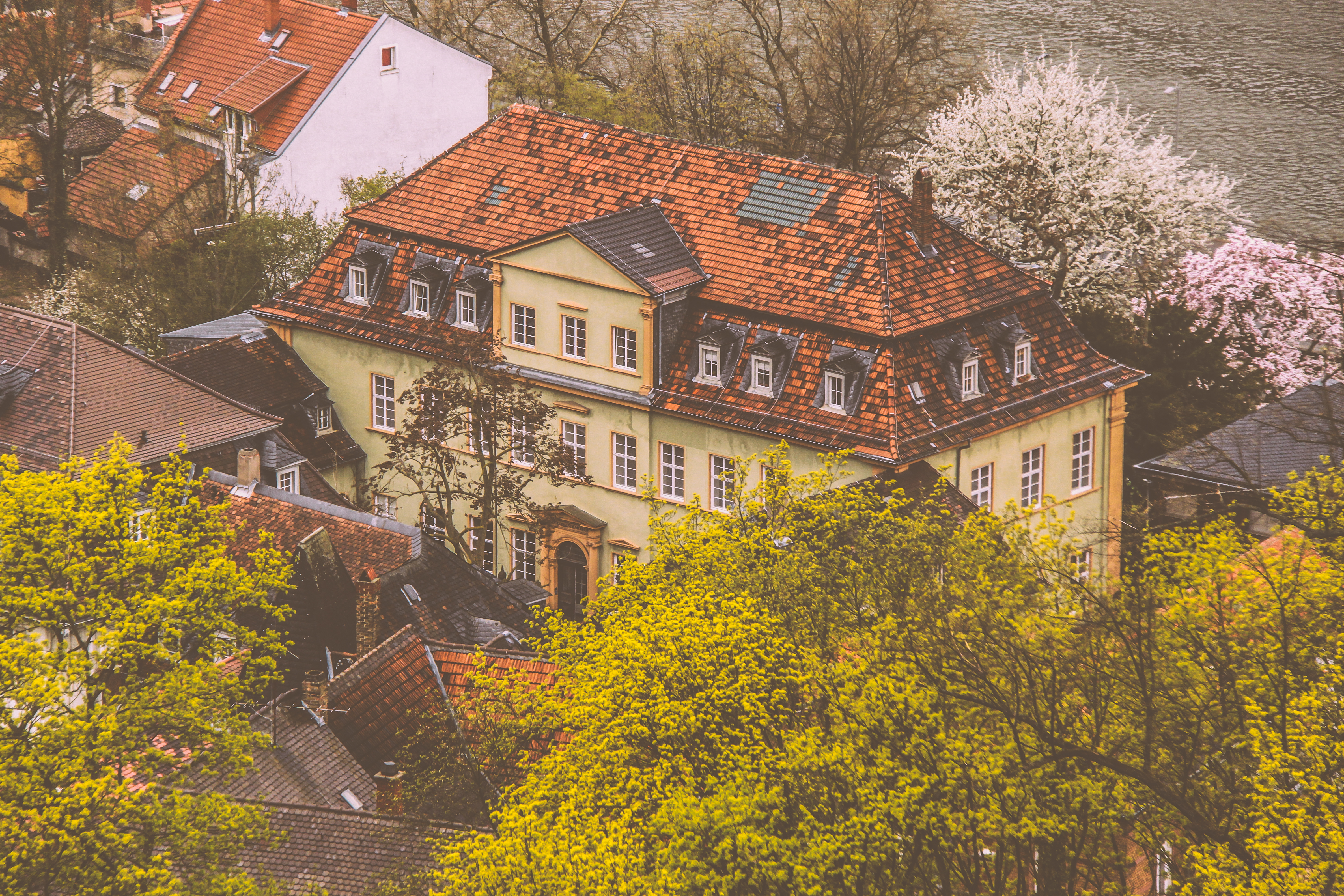
Luftbild (Frühling 2013)
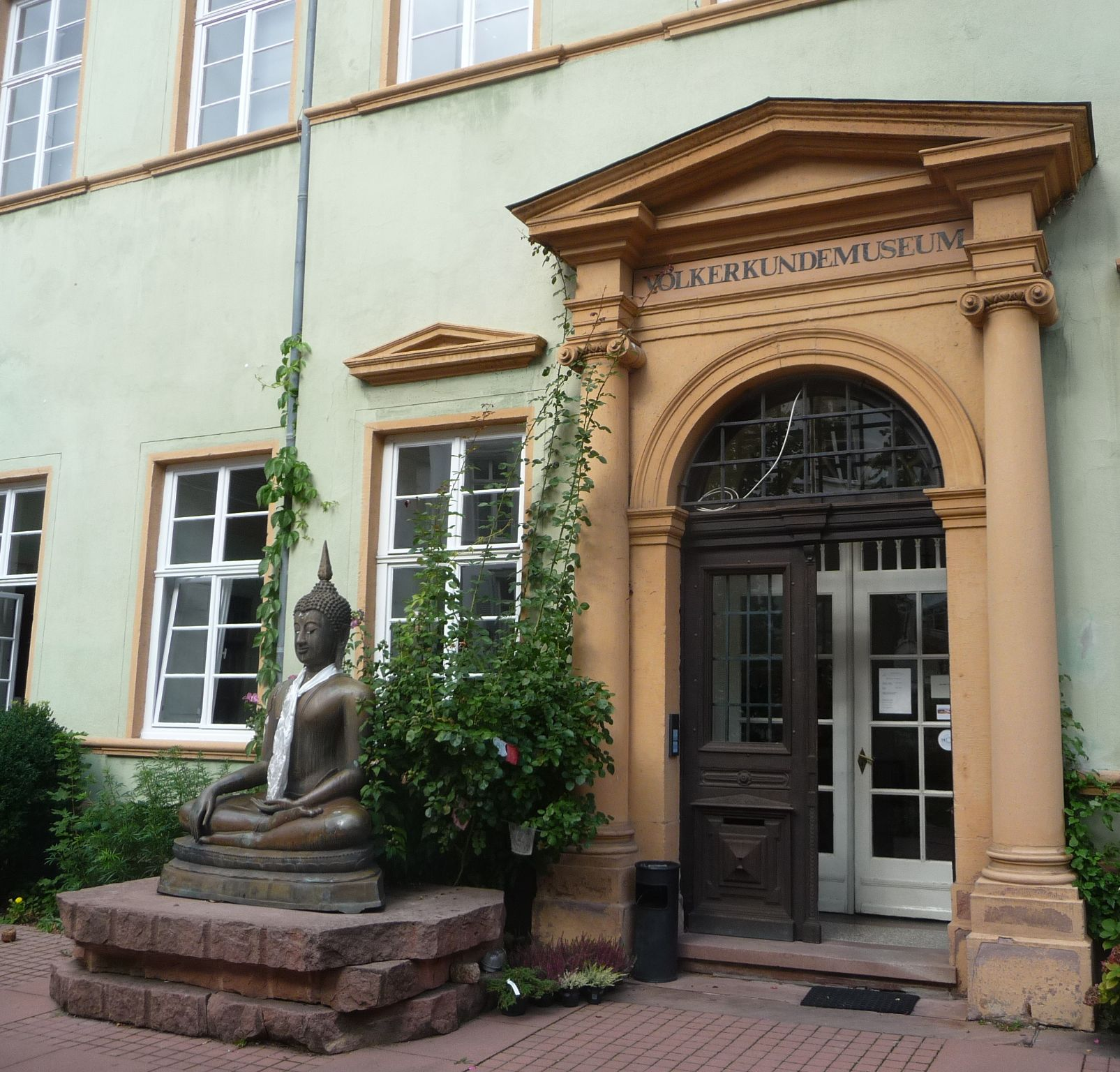
Portaleingang (2012)
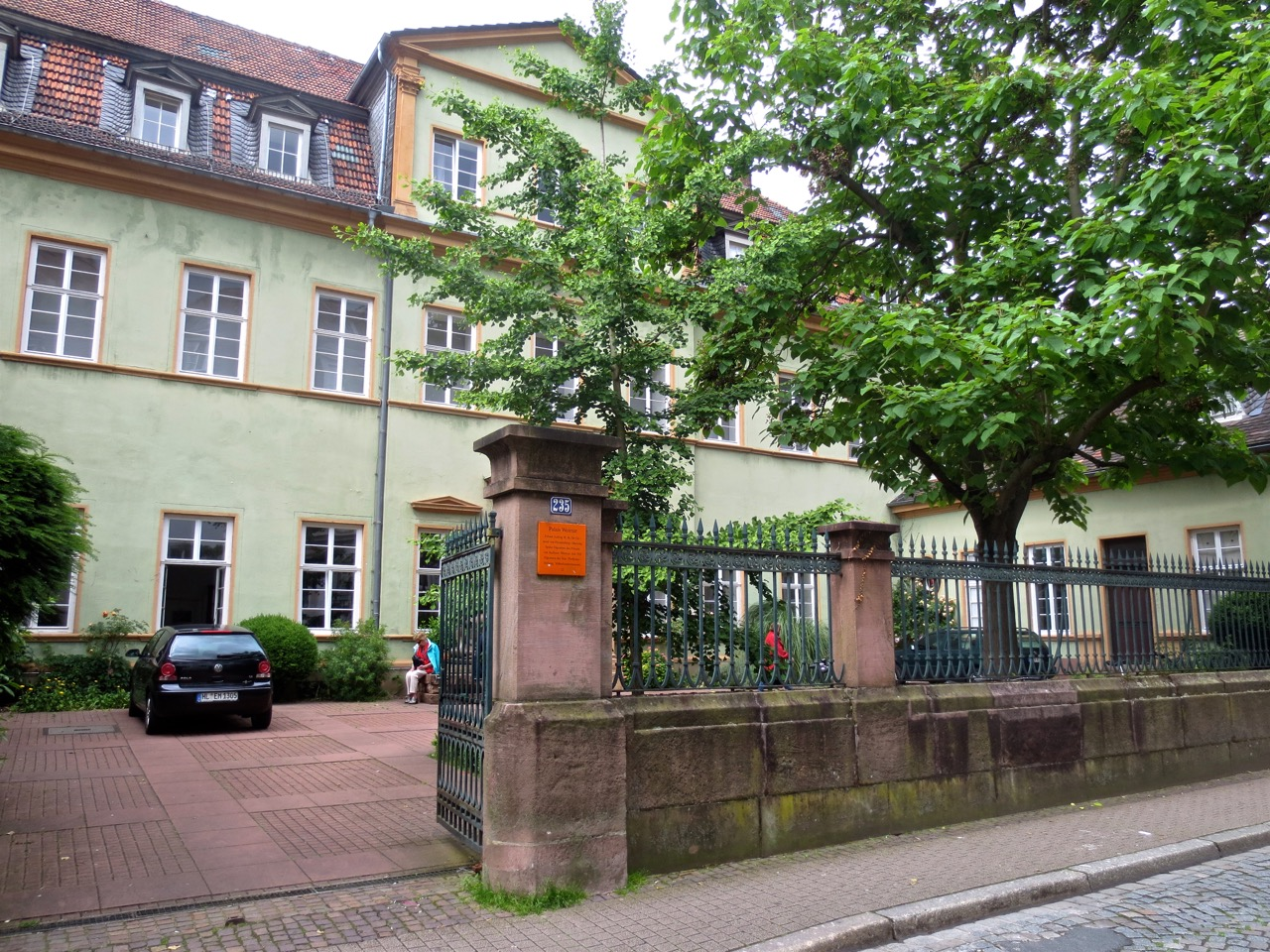
Frontseite und Teil eines Seitenflügel mit Hoftor und Gitterumrandung (2016)